# Viaduc de la Banquière
Pour les articles homonymes, voir Banquière (homonymie).
Le Viaduc de la Banquière est un pont à poutres situé dans les Alpes-Maritimes, à Nice, en France. 

## Présentation
Il porte l'autoroute A8 et passe au-dessus de la Banquière, le principal affluent du Paillon. Il a été achevé en 1982.